# Ayana Sakai
Ayana Sakai (Giappone, 16 maggio 1985) è un'attrice giapponese.

## Filmografia

### Film
- Furaingu rabittsu - Megumi Aihara (2008)
- Debiruman - Miki Makimura (2004)
- Batoru rowaiaru II: Chinkonka - Nao Asakura (2003)
- Boogiepop wa Warawanai: Boogiepop and Others - Minako Yurihara / Manticore (2000)

### Serie Televisive
- Yumeji - Ayana Sakai (2007)
- Jotei (2007)
- Bengoshi no kuzu (2006)
- Hana yori dango (2005)
- Waterboys 2005 Natsu - Reina Kakihara (2005)
- Atakku no. 1 - Midori Hayakawa (2005)
- Êsu o nerae! - Ranko Midorikawa (2004)

### Show Televisivi
- Êsu o nerae! Kiseki e no chôsen (2004)
- Tennen shôjo Man next: Yokohama hyaku-ya hen (1999)